# Schindler Szabolcs
Schindler Szabolcs (Kecel, 1974. október 26. –) magyar labdarúgó, hátvéd.

## Pályafutása
Pályafutása során számos hazai csapatban megfordult, kétszer nyert Magyar Kupát, az MTK-val 2000-ben, illetve a Honvéddal 2007-ben. Háromszázadik NB I-es bajnoki mérkőzésére, 2008. szeptember 26-án, a DVSC ellen került sor. 2011 telén az NB III Duna-csoportjában szereplő Biatorbágynál folytatta karrierjét.
Pályafutása befejezését követően edzőnek állt.
2017 nyarától egy éven át a Dorogi FC vezetőedzője volt, 2018 nyarán pedig az FC Ajka élére nevezték ki. Csapatával bajnoki címet szerzett az NB III Nyugati csoportjában. 2019 nyarán a Békéscsaba 1912 Előre, majd 2020 szeptemberében a Vasas FC vezetőedzője lett. A szezon végén azonban nem sikerült kiharcolni az NBI-be való feljutást és távozott. 2021 szeptemberétől ismételten a Békéscsabai Előre vezetőedzője volt, majd a Vasas U19-es csapatát irányította. 2023 októberétől ismét az FC Ajka trénere lett.

## Sikerei, díjai
- Magyar kupa: 2000 (MTK), 2007 (Honvéd)
- NB I ezüstérem 2000 (MTK)
- NB II aranyérem 2008 (Kecskeméti TE)

## Külső hivatkozások
- Hlsz.hu adatlap
- NS adatlap